# Kanton Douai
Kanton Douai (Nederlands: Dowaai) is een kanton van het arrondissement Douai in het Franse Noorderdepartement. Het kanton is in 2015 gevormd uit gemeenten van de verschillende kantons van Douai die toen werden opgeheven. Van het kanton Douai-Sud-Ouest werden 5 gemeenten opgenomen, van Douai-Nord-Est en -Sud beide een. Ook het kanton Douai-Nord werd opgeheven maar slechts het deel van de gemeente Douai zelf werd opgenomen in het nieuwe kanton.

## Gemeenten
Het kanton omvat de volgende gemeenten:
- Courchelettes
- Cuincy
- Douai (hoofdplaats)
- Esquerchin
- Flers-en-Escrebieux
- Lambres-lez-Douai
- Lauwin-Planque